# From tha Chuuuch to da Palace
From tha Chuuuch to da Palace é uma canção do rapper estadunidense Snoop Dogg, lançada como single para o seu sexto álbum de estúdio Paid Tha Cost To Be Da Bo$$. A canção foi produzida pela dupla The Neptunes, e conta com a participação de Pharrell Williams. a canção fez parte das trilhas sonoras do filme Como Se Fosse a Primeira Vez e do video game MTV Music Generator 3.

## Vídeo da música
O vídeo retrata um menino fã de Snoop brincando com um boneco do rapper, todos os movimentos que o menino faz com o boneco Snoop repete involuntariamente. O videoclipe conta com a participação de Tony Cox, Tommy Davidson, Lauren London e dos rappers Soopafly, Goldie Loc, Uncle Junebug, Daz Dillinger, Warren G incluindo Pharrell Williams. O vídeo faz menção aos singles Nuthin 'But a 'G' Thang e Beautiful.

## Desempenho nas paradas
| Paradas (2002)                                 | Melhor posição |
| ---------------------------------------------- | -------------- |
| O campo songid é OBRIGATÓRIO PARA PARADA ALEMÃ | 75             |
| Alemanha (Black Singles)                       | 6              |
| Dinamarca (Hitlisten)                          | 19             |
| Estados Unidos (Billboard Hot 100)             | 77             |
| Estados Unidos (Billboard Hot Rap Songs)       | 16             |
| Estados Unidos (Billboard R&B/Hip-Hop Songs)   | 23             |
| Estados Unidos (Billboard Rhythmic)            | 27             |
| Estados Unidos (Billboard Radio Songs)         | 73             |
| Japão (Tokio Hot 100)                          | 57             |
| Países Baixos (Single Top 100)                 | 97             |
| Reino Unido (UK R&B Chart)                     | 8              |
| Reino Unido (UK Singles Chart)                 | 27             |